# Kotusz

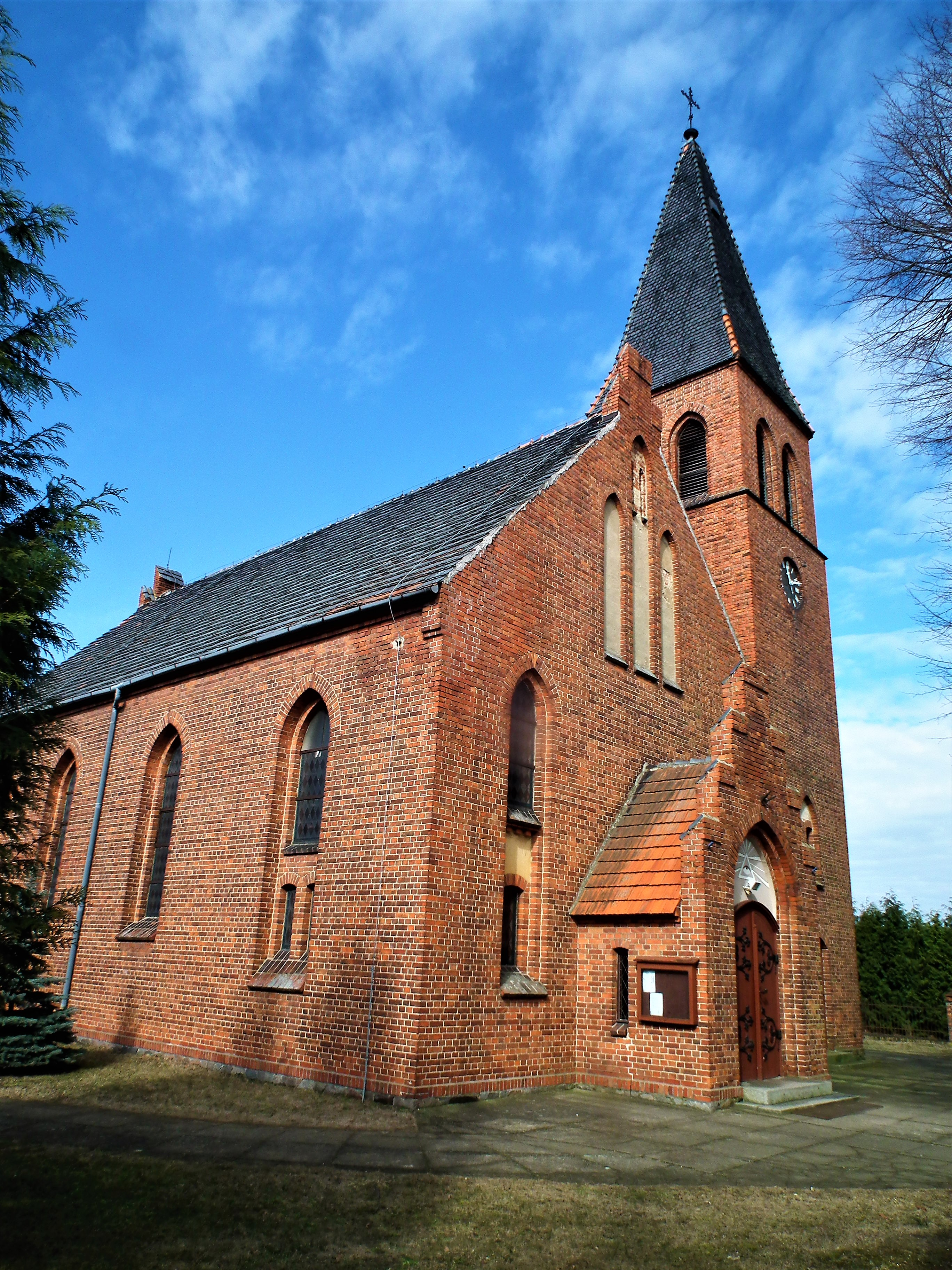
Dorfkirche in Kotusz

Kotusz (deutsch: Kotusch) ist ein Dorf in der Woiwodschaft Großpolen, im Powiat Grodziski, in der Gemeinde Kamieniec. Der Ort liegt 18 Kilometer südöstlich von Grodzisk Wielkopolski und 44 Kilometer südwestlich von Posen. Kotusz wurde 1390 das erste Mal schriftlich erwähnt. Im 18. Jahrhundert bekam der Ort das Privileg einer hauländischen Siedlung. Bis 1945 war die Mehrheit der Einwohner deutschsprachig. Sehenswert ist hier die ehemalige evangelische Dorfkirche, die unter Denkmalschutz steht.